# 霍根氏錨鰨
霍根氏錨鰨為輻鰭魚綱鰈形目鰨亞目鰨科的其中一種，分布於澳洲昆士蘭淡水流域，本魚體褐色，有不規則的白色或黑色線條、斑點與假眼斑，體長可達6.2公分，棲息在底層水域，生活習性不明。